# Зовна
Зо́вна — залізнична станція Лиманської дирекції Донецької залізниці на лінії Микитівка — Сіверськ.
Розташована у с. Переїзне, Бахмутський район, Донецької області, між станціями Сіль (10 км) та Сіверськ (9 км).
Станція виникла в 1916 році як роз’їзд № 9 на Микитівській гілці Північно-Донецької залізниці, який до 1927 року не мав пасажирського сполучення. Свою сучасну назву роз’їзд отримав у 1928 році. Роздільний пункт Зовна неодноразово переводився із категорії роз’їздів у категорію станції, зупинного пункту. 
В 30-х роках від станції йшла вузькоколійка до піщаних кар’єрів протяжністю 4,5 км. 
На станції зупиняються лише приміські поїзди.